# 2016년 북대서양 허리케인
2016년 북대서양 허리케인(2016 Atlantic hurricane season)은 2016년에 북대서양에서 발생한 허리케인들을 기록한 문서이다. 북대서양 허리케인은 주로 6월 1일과 11월 30일 사이에 발생하나, 제1호 허리케인 앨릭스처럼 연중 어느 때나 발생할 수 있다. 1월 13일 제1호 허리케인 앨릭스의 발생을 시작으로, 11월 26일 현재 15개의 열대폭풍, 7개의 허리케인, 3개의 메이저 허리케인이 발생하였다.

## 활동한 허리케인

### 제1호 허리케인 앨릭스
1월 7일부터 미국 국립 허리케인 센터에서 버뮤다 서남서쪽 425마일 (685 km) 부근 해상에 위치한 강한 온대 저기압을 주시하기 시작했다. 이 온대 저기압은 다음 날 버뮤다 북쪽을 통과하였고, 대체로 동진하다가 남동진하면서 약화되기 시작하였다. 그러나 이 과정에서 전선이 저기압으로부터 분리되기 시작하면서 열대저기압화가 진행되었다. 결국 1월 13일 오후 9시 이 온대 저기압은 아열대 저기압으로 지정되어, '앨릭스' (Alex)라는 이름이 부여되었다. 1월에 (아)열대 저기압에 이름이 부여된 것은 이번이 처음이며, 1851년 이후 단 4번째로 1월에 발생한 (아)열대 저기압으로 기록되었다. 아열대폭풍 앨릭스는 점차 발달하면서 추가로 열대저기압화가 진행되었고, 1월 14일 오후 3시 아열대폭풍 앨릭스는 열대 저기압으로 바뀌면서 1등급 허리케인으로 발달하였다. 그러나 열대 저기압으로서의 활동은 그리 오래 지속되지 않았고, 그 다음날인 15일에 다시 온대저기압으로 변질되었다. 그로부터 이틀 후에 앨릭스는 더 큰 온대저기압에 흡수되어 소멸하였다.

### 제5호 허리케인 얼
제5호 허리케인 얼(Hurricane Earl)은 7월 25일 오후 6시에 처음 감시되기 시작한 열대 파동으로부터 발생하였다. 이 열대 파동은 중층 순환을 동반한 채 서진하였다. 이틀 후인 7월 28일, 미국 국립 허리케인 센터에서는 리워드 제도 동남동쪽 약 2700 km 부근 해상에서 시속 48 km로 서진하던 이 열대 파동에 대해 5일 내에 열대 저기압으로 발생할 가능성을 30%로 최초 전망하였다. 계속해서 서진하면서 발달하던 이 열대 파동은 7월 31일 오전 카리브 해에 진입하여 1010 hPa의 저기압을 동반하게 되었으나, 표층 순환이 닫히지 않아 열대 저기압으로 발달하는 데에 어려움을 겪었다. 8월 1일이 되자 초속 17미터 이상의 강풍, 즉 열대폭풍에 해당하는 풍속을 동반하게 되어 카리브 해 동부에 강풍 경보가 발령되었다. 계속해서 열대 파동이 발달하면서, 미 공군 소속 허리케인 헌터가 닫힌 표층 순환이 생성되었는지 확인하기 위해 열대 파동을 정찰하려 했으나, 항공기 결함으로 인해 이동 도중 취소되었다. 다음날인 8월 2일 오후에 허리케인 헌터가 다시 열대 파동을 정찰하다가 표층 순환이 닫힘을 확인하여, 오후 4시 미국 국립 허리케인 센터에서는 그랜드케이맨 섬 남남동쪽 약 350 km 부근 해상에 위치한 이 열대 파동을 제5호 열대폭풍 얼로 지정하였다. 지정된 이후 해양 열용량이 매우 높은 해역을 지나면서 점차 발달하였다. 벨리즈 동해안에 접근하면서 서진 속도가 조금씩 느려져서 이 해역에 더 오랫동안 머물 수 있었다. 그리하여 결국 8월 3일 오후 9시경 온두라스 로아탄섬 북동쪽 약 110 km 부근, 벨리즈 벨리즈시티 동쪽 약 250 km 부근 해상에서 1등급 허리케인으로 발달하였다. 계속해서 서진하던 허리케인 얼은 8월 4일 오전 5시에 최대 풍속 70노트, 최저 기압 979 hPa로 최성기를 맞이하였으나, 한 시간 뒤에 벨리즈시티에 상륙하여 그 세력을 오래 유지하지 못했다. 상륙 후 같은 날 정오에 열대폭풍으로 약화되었고, 과테말라와 멕시코 남동부를 통과하면서 오후 9시 풍속 35 kt의 열대폭풍으로 약화되었다. 그러나 육지를 통과 중이었음에도 주변 동태평양과 캄페체만의 수분을 공급받아 더 이상 약화되지 않았다. 그리고 8월 5일 오전 9시 캄페체 만에 진입하였다. 그러나 진행 방향이 계속 서쪽이어서 열대폭풍 얼은 해안을 따라 진행하였고, 그 이유로 다시 발달하지 않을 것으로 미국 국립 허리케인 센터는 전망했다. 그러나 또 투입된 허리케인 헌터들의 정찰 결과, 열대폭풍 얼의 최대 풍속이 50 kt로 높아졌음이 밝혀졌다. 8월 6일 오전 3시와 6시 사이에 다시 멕시코에 상륙하였고, 수분 공급원이 끊겨 급격히 약화되었으며, 결국 오후 3시에 저기압으로 약화되어 소멸하였다. 이 저기압은 이후 동태평양의 열대 요란과 상호 작용하면서 동태평양 열대폭풍 하비에르의 발생에 영향을 주었다.

### 제8호 허리케인 허민
제9호 허리케인 허민 (Hurricane Hermine)은 8월 18일 대서양 동부에 위치해 있던 한 열대 파동으로부터 발생하였다. 이 열대 파동은 며칠 동안 서진하면서 발달의 조짐을 보였으나, 닫힌 표층 순환을 형성하지 못했다. 8월 24일 오후에는 이미 열대폭풍에 해당하는 풍속을 가지게 됐으나, 약간 높은 윈드 시어로 인해 계속 발달에 어려움을 겪었다. 이 열대 파동은 같은 날 푸에르토리코 북부 해상을 통과, 다음 날 히스파니올라 북부 해상 및 바하마 동부를 통과하면서 약화되었다. 8월 26일이 되자 이 열대 파동은 이미 쿠바 북부 해상 및 바하마 중부에 진입해 있었다. 이후 조금씩 발달하면서 8월 28일 오전 플로리다 해협에 진입하였고, 같은 날 오후에 허리케인 헌터들이 닫힌 표층 순환을 발견하여 오후 9시에 미국 국립 허리케인 센터에서 이 저기압을 제9호 열대저기압으로 지정하였다. 당시 열대저기압은 풍속 30 kt, 기압 1009 hPa의 세기로 쿠바 아바나 북동쪽 약 90 km 부근 해상에 위치해 있었다. 이후에도 윈드 시어 때문에 발달하는 데에 어려움을 겪었지만, 시어의 세기가 점차 줄어들면서 대류가 점차 활발해졌다. 한편 이 열대저기압은 아열대고기압의 가장자리를 따라 진행하면서 8월 30일 오후부터 전향을 시작하였다. 이어서 중층 기압골의 영향을 받기 시작하였고, 8월 31일 오전 9시 전향점에 도달하였다. 그 부근에서 정체하면서 제9호 열대저기압은 같은 날 오후 6시 미국 플로리다주 탬파 서남서쪽 약 665 km 부근 해상에서 북대서양 해역의 여덟 번째 열대폭풍으로 발달하여 "허민"(Hermine)으로 명명되었다. 정체하던 열대폭풍 허민은 북북동진하기 시작하면서 서서히 발달하기 시작하였고, 9월 1일 오후 6시 55분경 허민은 탬파 서쪽 약 285 km 부근 해상에서 1등급 허리케인으로 상향 조정되었다. 계속해서 발달하면서 플로리다주 북서부에 접근하였고, 결국 9월 2일 오전 5시 30분경 (현지시각 오전 1시 30분경) 플로리다주 탤러해시 남남동쪽 약 40 km 부근 지점에 상륙하였다. 상륙 직후 서서히 약화되기 시작하여 같은 날 오전 9시 다시 열대폭풍으로 약화되었고, 북동쪽으로 진로를 바꾸면서 풍속은 45 kt까지 낮아졌다. 이후 조지아주, 사우스캐롤라이나주, 노스캐롤라이나주를 통과하면서 온대저기압화가 진행되었고, 북대서양에 진출한 직후인 9월 3일 오후 3시 온대저기압으로 변질되었다.

### 제13호 메이저 허리케인 매슈
제13호 메이저 허리케인 매슈 (Major Hurricane Matthew)는 2007년 허리케인 필릭스 이후 처음 발생한 5등급 허리케인이다.

### 제15호 메이저 허리케인 오토
제15호 허리케인 오토 (Hurricane Otto)는 열대 요란으로 미국 국립 허리케인 센터에서 11월 12일부터 감시되기 시작하였다. 이는 이후 서서히 발달하면서 11월 21일 오전 9시 제16호 열대저기압으로 지정되었고, 오후 6시에는 열대폭풍으로 발달하면서 '오토'(Otto)로 명명되었다. 오토는 계속해서 11월 22일 오후 9시에 허리케인으로 발달하여, 1969년의 허리케인 마사 (Martha)의 기록을 하루 정도로 경신하여 카리브 해에서 1년 중 가장 늦게 발생한 허리케인으로 기록되었다.
오토는 상륙 직전 급격히 발달하여 풍속이 2등급 허리케인의 상한선인 95 노트까지 올라가 최성기를 맞이하였고, 그 상태에서 니카라과와 코스타리카의 접경 지역인 니카라과 산후안에 상륙하였다. 육지를 통과하면서 급격히 약화되었으나, 소멸하지 않고 열대폭풍의 세기로 동태평양에 진입하였다. 이후의 내용은 동태평양 문서를 참조하라.

## 같이 보기
- 2016년 동태평양 허리케인
- 2016년 북인도양 사이클론
- 2016년 태풍